# Partei des Demokratischen Sozialismus

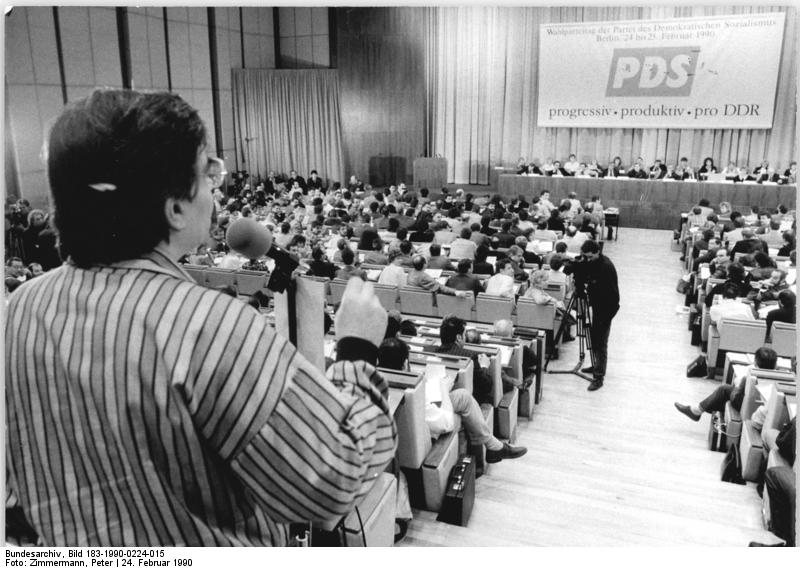
Partikongressen i februari 1990, då partiet bytte namn från SED-PDS till PDS

Partei des Demokratischen Sozialismus (svenska: Demokratiska socialistpartiet) var ett demokratiskt socialistiskt parti i Tyskland 1989 till 2007. Det var en omorganiserad efterträdare till det tidigare statsbärande partiet i Östtyskland efter Wende.
Partiet hette tidigare Sozialistische Einheitspartei Deutschlands (SED). Efter Berlinmurens fall i november 1989 bytte man i december 1989 till en början namn till Sozialistische Einheitspartei Deutschlands – Partei des Demokratischen Sozialismus (SED-PDS). I detta skede ändrade partiet politisk inriktning från marxism-leninism till demokratisk socialism och omorganiserades i grunden. Den 4 februari 1990 ändrades namnet till Partei des Demokratischen Sozialismus (PDS) och från juli 2005 hette det Die Linkspartei.PDS (svenska: Vänsterpartiet PDS) – förkortat Die Linke.PDS –. PDS medlemsantal uppgick i december 2006 till 60 338.
Die Linkspartei.PDS gick samman med WASG den 16 juni 2007 och det sålunda sammanslagna partiet fick namnet Die Linke.

## Historia
Die Linkspartei.PDS hade sitt ursprung i Tysklands socialistiska enhetsparti, som grundades 1949 och var statsbärande parti i Östtyskland fram till slutet av 1989. En av PDS framträdande politiker var Gregor Gysi som var en av nyckelfigurerna bakom Tysklands återförening.
I samband med återföreningen i oktober 1990 som innebar Västtyskland respektive Östtysklands upplösning antogs partinamnet Demokratiska socialistiska partiet (Partei des Demokratischen Sozialismus). I och med omstruktureringen 1990 förkastade partiet också marxism-leninismen, och sedan dess var partiets ideologi demokratisk socialism.

### Val
PDS hade överlägset störst väljarstöd i de förbundsländer som tidigare var en del av Östtyskland. På grund av dess politiska historia saknade de ett större landsomfattande stöd eftersom de i västra delarna av Tyskland betraktades som ett ”östparti”. I förbundsdagsvalet 2005 ingick man ett valtekniskt samarbete med partiet Arbete & social rättvisa – valalternativet (WASG), en vänsterfraktion som brutit sig ur det socialdemokratiska partiet. Målsättningen var att förena de båda partierna till ett enda gemensamt parti senast år 2007.
Partiet fanns representerat i delstatsparlamentet i förbundsländerna Mecklenburg-Vorpommern, Brandenburg, Berlin, Sachsen, Thüringen och Sachsen-Anhalt. På kommunal nivå var partiet också representerat i ett antal västtyska städer.  
I Mecklenburg-Vorpommern och i huvudstaden Berlin satt partiet i koalitionsregering tillsammans med SPD. SPD:s samarbete med arvtagarna efter Östtysklands statsbärande parti var dock omstritt. På riksplan fanns det därför inga förutsättningar för en samverkan med andra partier, vilket omöjliggjorde bildandet av en vänsterkoalitionsregering efter förbundsdagsvalet 2005, trots att det i den dåvarande förbundsdagen fanns en vänstermajoritet.

## Europeisk nivå
I valet till Europaparlamentet 2004 fick partiet 6,1 procent av rösterna. Partiets EU-parlamentariker var medlemmar i partigruppen Europeiska enade vänstern/Nordisk grön vänster, och partiet var medlem i Europeiska vänsterpartiet.